# Byzantské vlajky a insignie

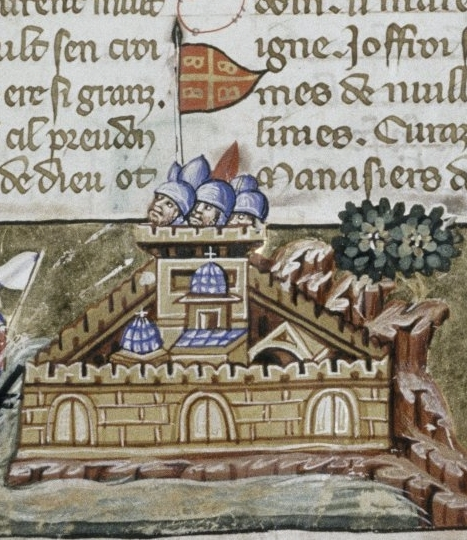
Vlajka dynastie Palailogů s tetragrammatickým křížem na miniatuře v kronice Geoffroye z Villehardouinu

Byzantská říše, oficiálně Římská říše (řecky Βασιλεία Ῥωμαίων, Basileía Rhōmaíōn) středověku, neměla zavedenou státní nebo ustálenou symboliku jako moderní státy. Měla prapory a znaky spjaté s císařstvím nebo osobou císaře, s dynastií, případně vojenské korouhve s náboženskými motivy a standarty, které mohli mít pouze ceremoniální funkci. Takovéto odznaky moci mohly vzbuzovat dojem státnosti. Západní systém heraldiky byl pro Řeky a Byzantince (Východní Římany) a byzantskou aristokracii zcela neznámou disciplínou. K západní heraldice má nejblíž nejznámější symbol dvojhlavého orla, který je značně proměnlivý a jeho použití je spolehlivě doloženo až v pozdním období vlády poslední dynastie Palailogů. Této dynastii navíc předcházelo několik desetiletí dlouhého období zvané Frankokratie neboli nadvlády Franků nad hlavním městem Konstantinopole a územími na Balkáně, takže císař, aristokracie a církev byli nuceni se stáhnout z hlavního města do exilu, a to do města Nikája (viz Nikájské císařství).

## Symbolika Východořímské říše

Labarum císaře Konstantina

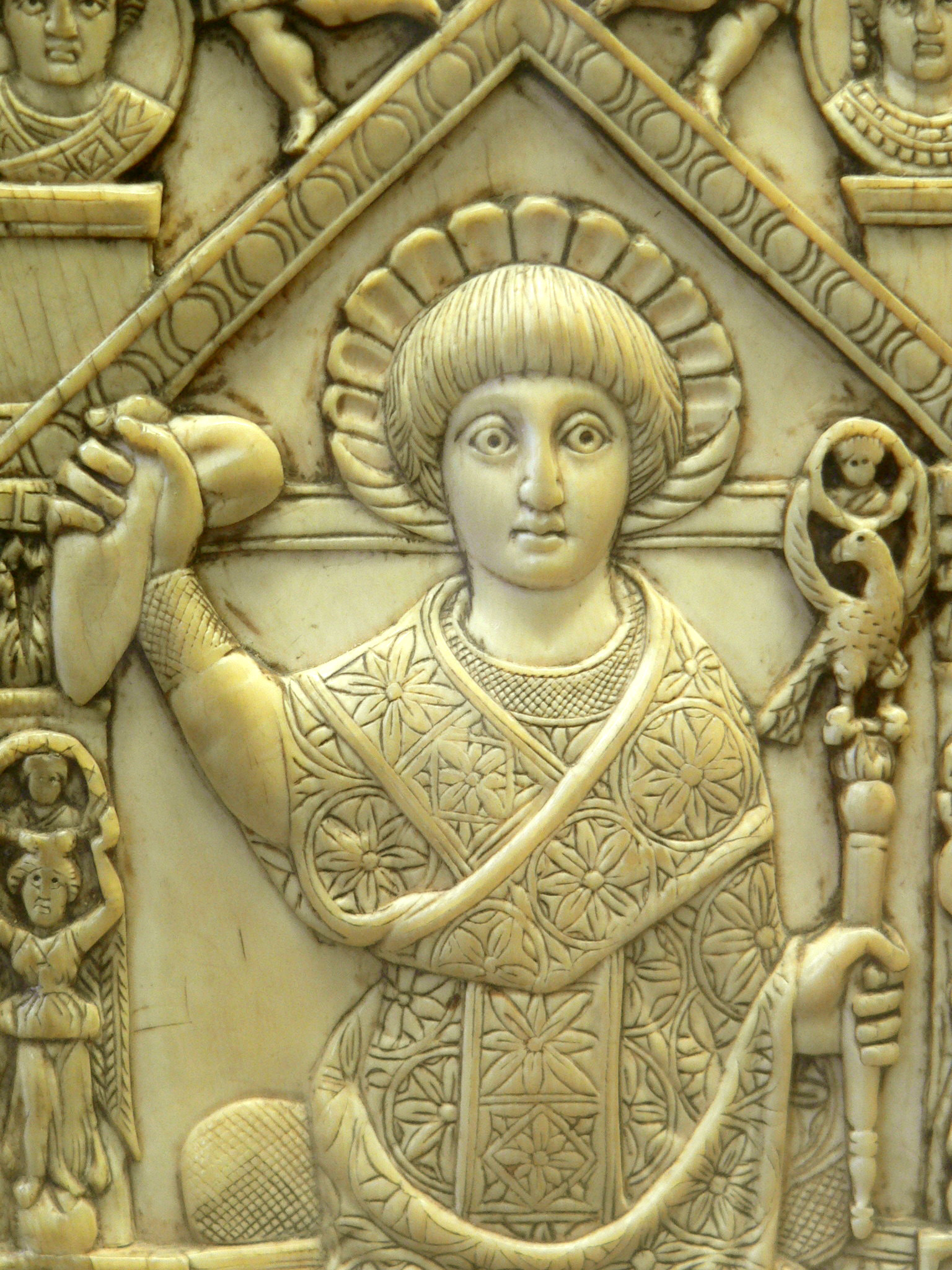
Východořímský konzul Flavius Anastasius Probus s jednohlavým orlem

Tuto funkci již ve starověké římské říši plnilo labarum. Nahradilo původní římskou zástavu vexillum a také bylo hlavní vojenskou standartou armády, na němž byl v křesťanských dobách za časů Konstantina Velikého umístěn Kristův monogram (chíró) a přeměněn v labarum. Konkrétní podoba zástav zřejmě nebyla ani ve své době přesně stanovena, ale postupem doby se měnila nebo vyvíjela společně s nástupem jednotlivých císařů.
| podoba | popis                                              |
| ------ | -------------------------------------------------- |
|        | Konstantinova mince, na níž je vyobrazeno labarum  |
|        | Labarum, reliéf představující Kristovo vzkříšení   |
|        | Gratianova mince, na které je labarum s monogramem |
|        | Vetraniova mince, na které je labarum s monogramem |
|        | Kristův monogram                                   |
|        | rekonstrukce inspirovaná římskými mincemi          |

## Symbolika středověké Byzance

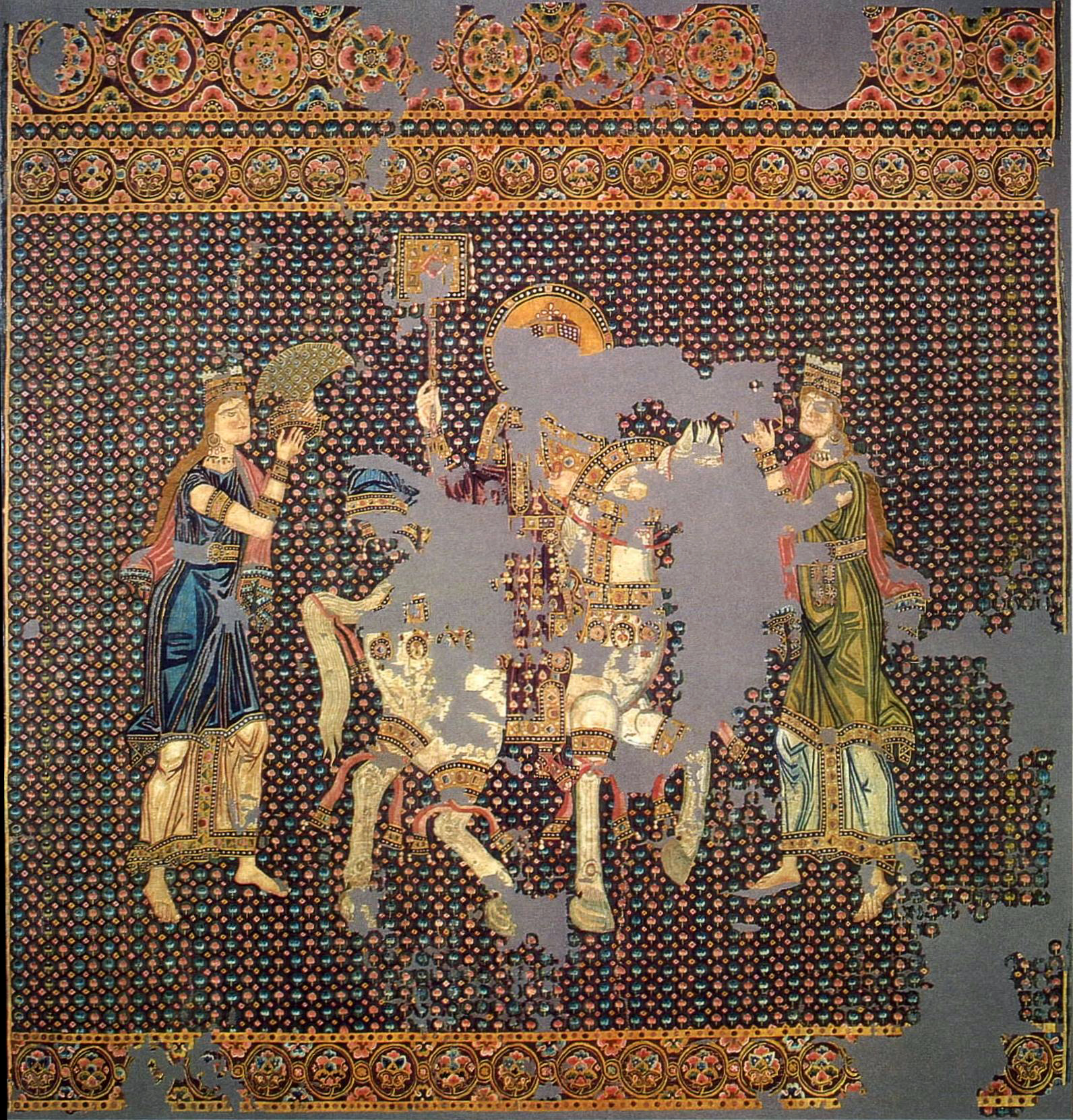
Tapiserie Gunthertuch z 10. století, na níž je vítězný císař s ceremoniální zástavou labarum

| podoba | popis                                                                           |
| ------ | ------------------------------------------------------------------------------- |
|        | solidus císaře Herakleia, na kterém je kalvárijní kříž                          |
|        | kalvárijní kříž používá na svých mincích několik dynastií počínaje Herakleiovci |
|        | revers mince Michaela V. s archandělem Michaelem                                |
|        | histamenon císařoven Zoe a Theodory, na níž je labarum                          |
|        | rekonstrukce inspirovaná byzantskými mincemi                                    |

### Vojenské prapory a korouhve
V dobách vrcholného středověku nabyly vojenské prapory různých tvarů a barev, doplňované někdy o náboženskou symboliku jako byl řecký kříž. Západní heraldika nebyla obyvatelům středověké Byzance známa až do čtvrté křížové výpravě, kdy se s ní dostávali do kontaktu v souvislosti s příchodem západní franské šlechty, usazující se v Konstantinopoli a dalších původně byzantských územích. Ustálená symbolika přichází až s dynastií Palaiologů. Do té doby se podoba praporů odvozovala od císaře a jednotlivých vojenských oddílů. Podle historika Babuina používali Byzantinci až do nástupu Palaiologů řecký kříž se zlatými disky (kotouči), na něž poté navázala palaiologská symbolika. Obvyklým tvarem praporu byla korouhev typu vándon s třemi nebo více ocasy.

prapory odvozené od Babuina s kříži a disky:
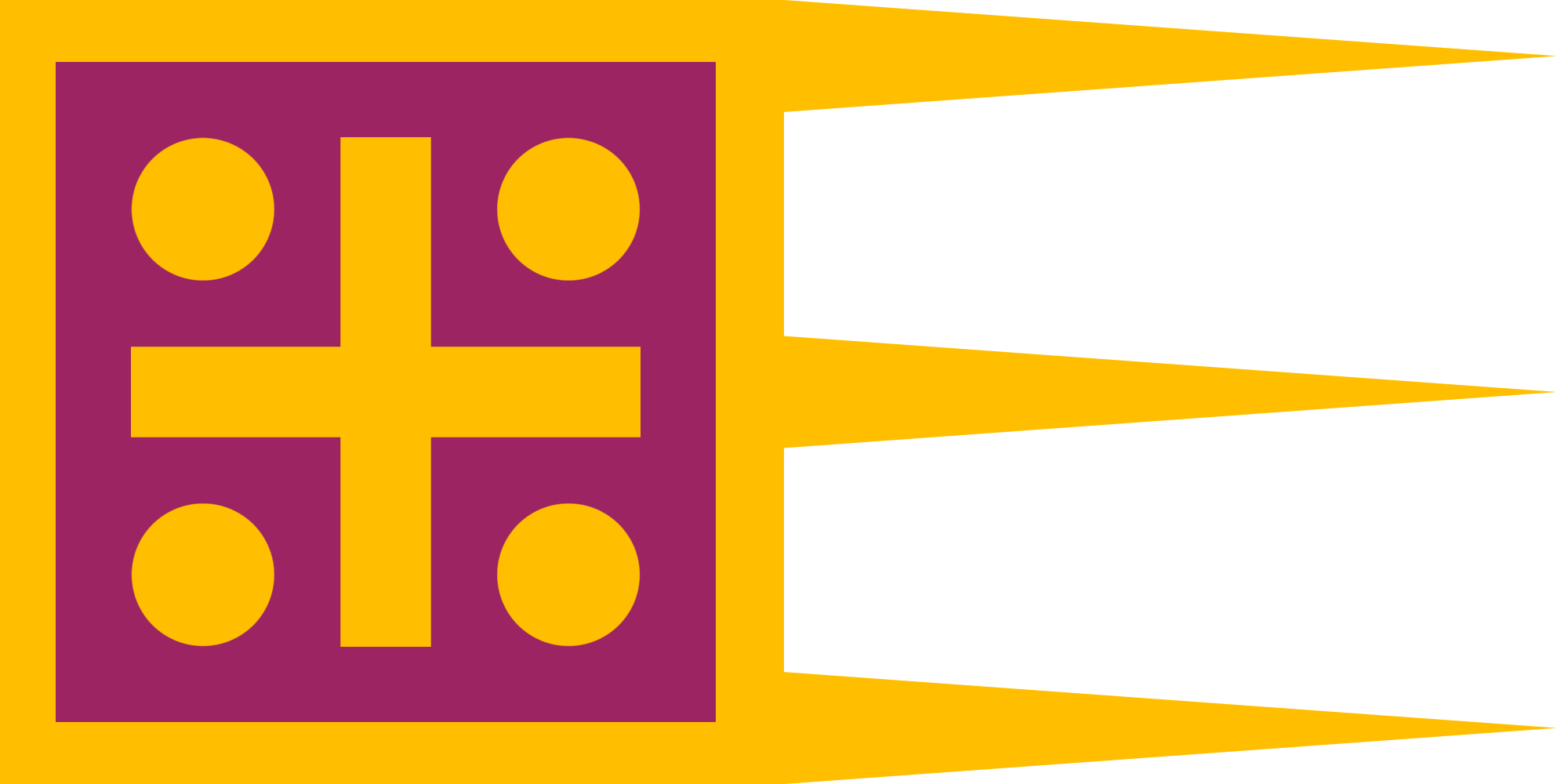
rekonstrukce v červeno-fialové barvě
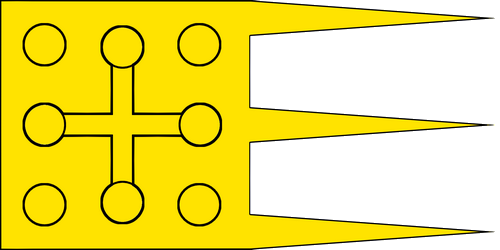
rekonstrukce ve žlutém provedení
řecký kříž s disky

Jak jinak mohli byzantské praporce vypadat zaznamenal byzantský historik Jan Skylitzes ve své kronice madridském rukopisu. Dlouhé modro-červené korouhve byly nošeny, jak je z ilustrací patrné, jezdectvem. Není ale nic známo o tom, že by se jednalo o státní nebo dynastickou symboliku. Problém madridského rukopisu spočívá v tom, že vznikl na Sicílii a může být jenom představou autorovou.

byzantské prapory v kronice Jana Skylitza:
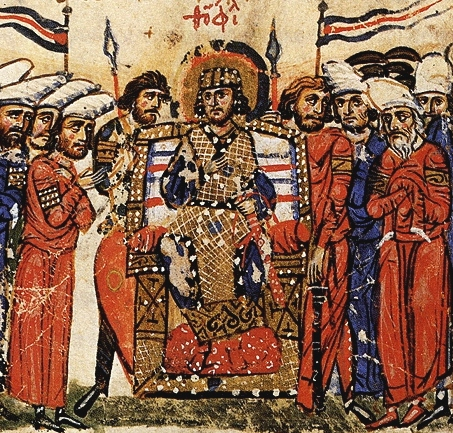
Císař Theofilos s dvorem a praporci
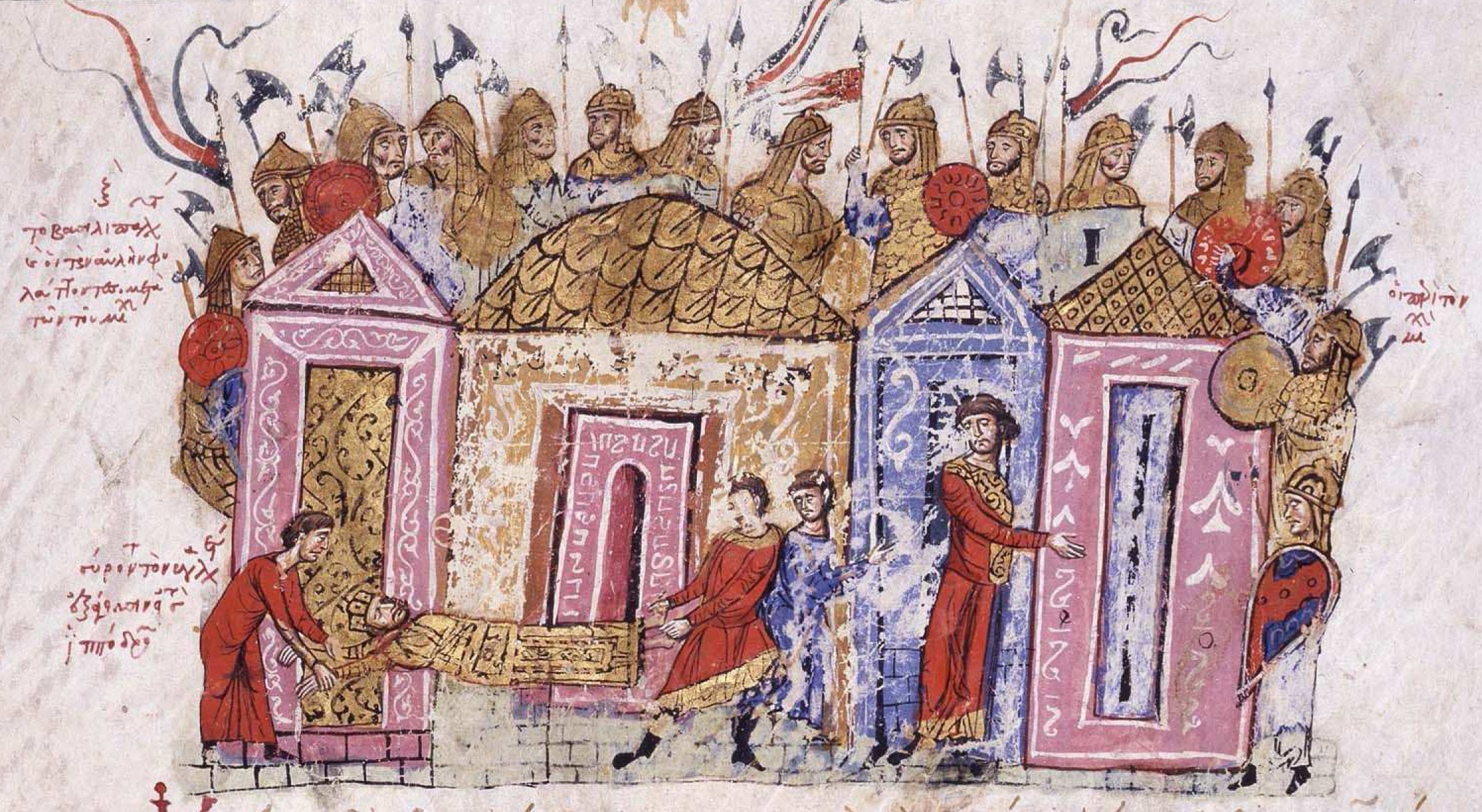
Varjažská garda se zesnulým císařem Leonem V.
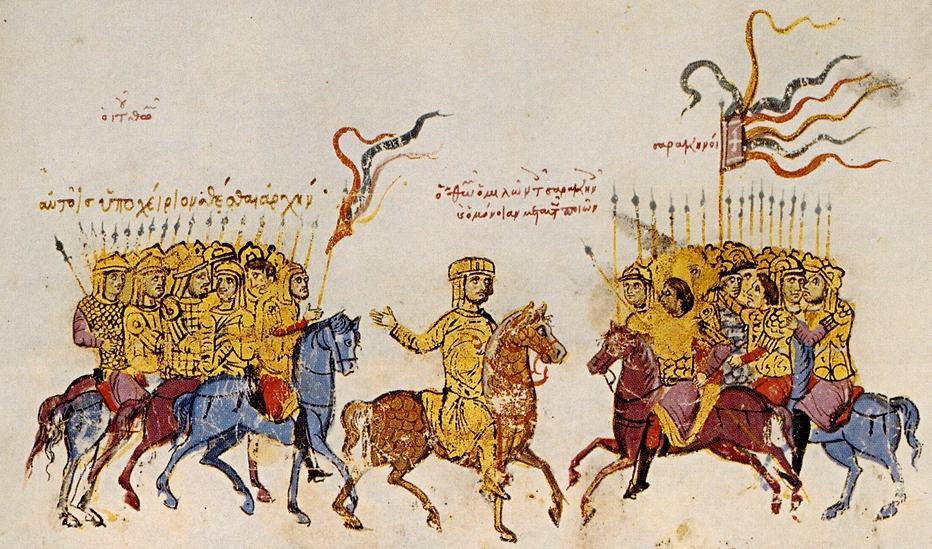
Tomáš Slovan vyjednává s Araby
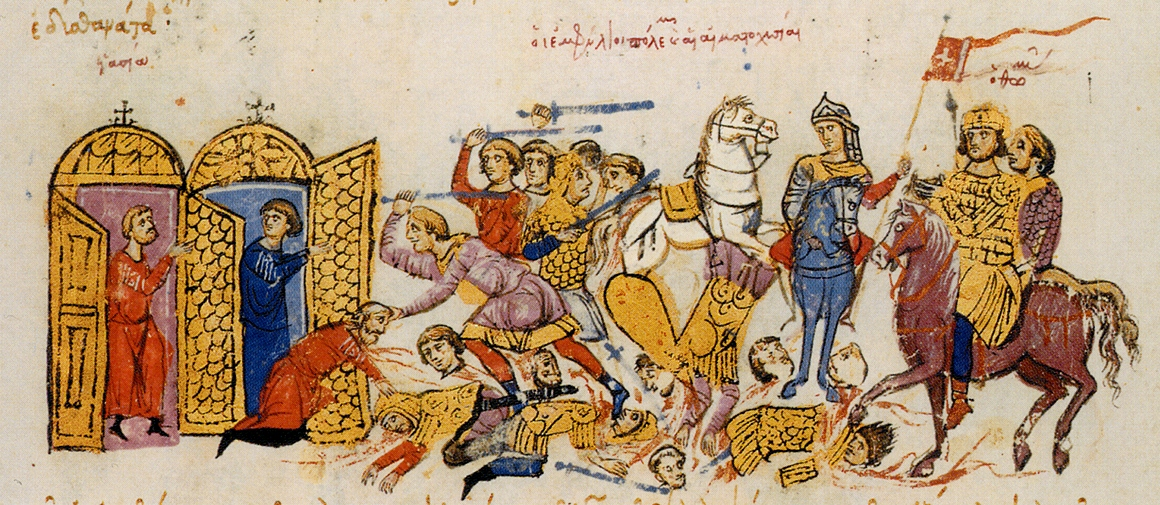
Tomáš Slovan obsazuje město v Malé Asii
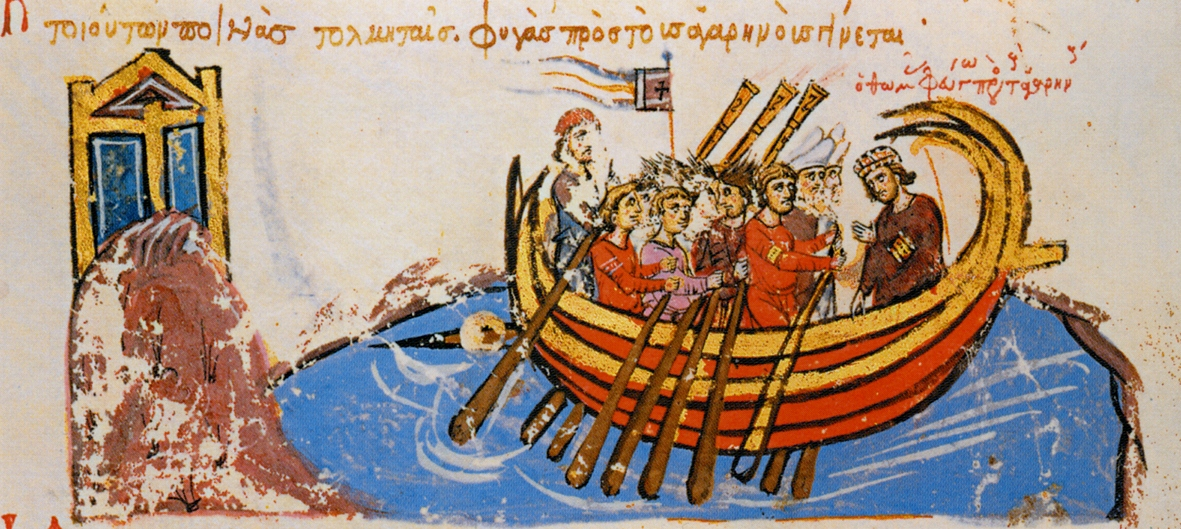
Tomáš Slovan odplouvá k Arabům
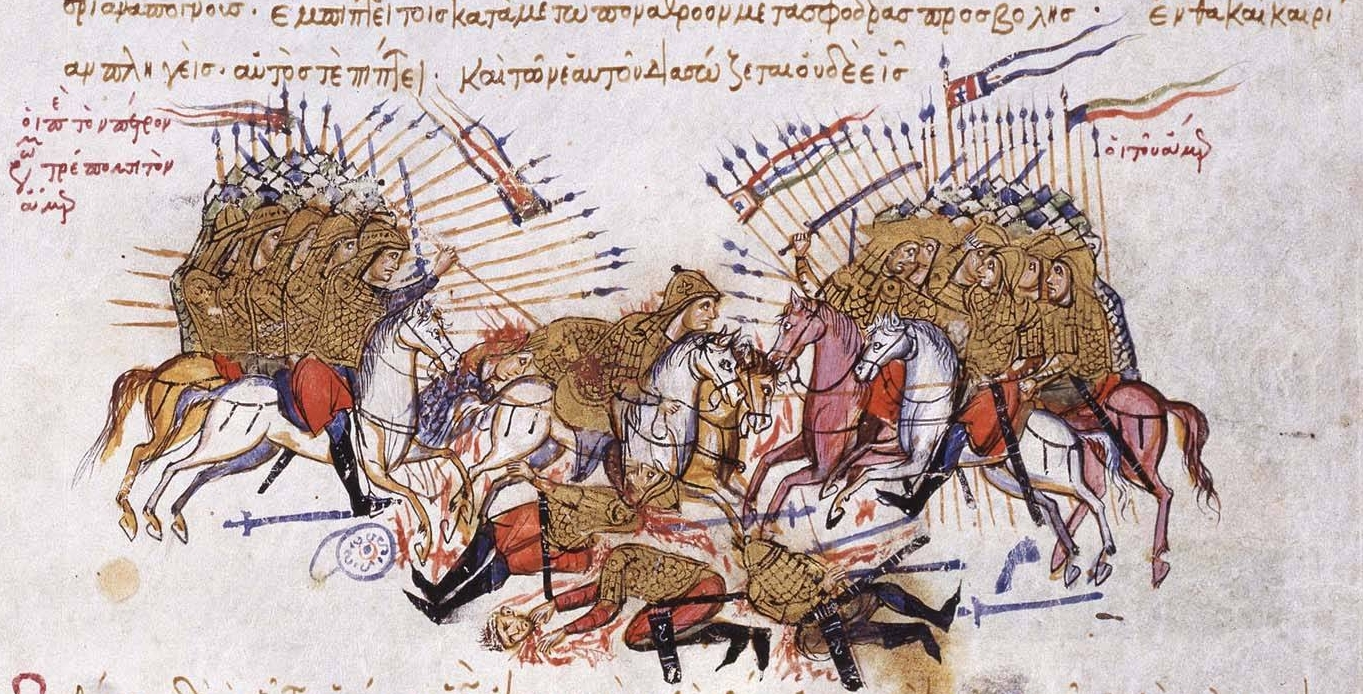
Bitva mezi Byzantinci a Araby v kronice Jana Skylitza

korouhve podle kroniky Jana Skylitza:
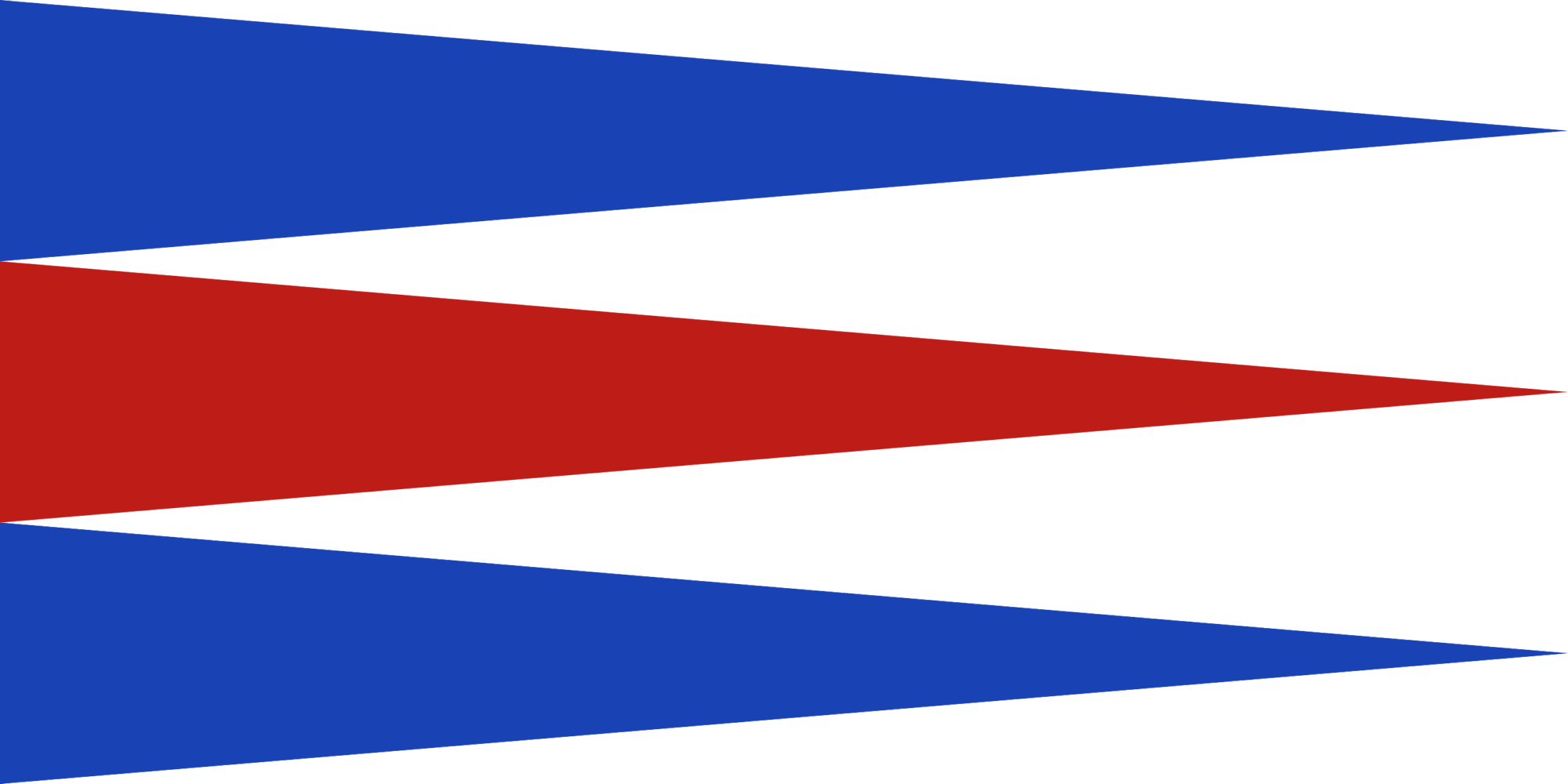
rekonstrukce jednoho z praporů v kronice
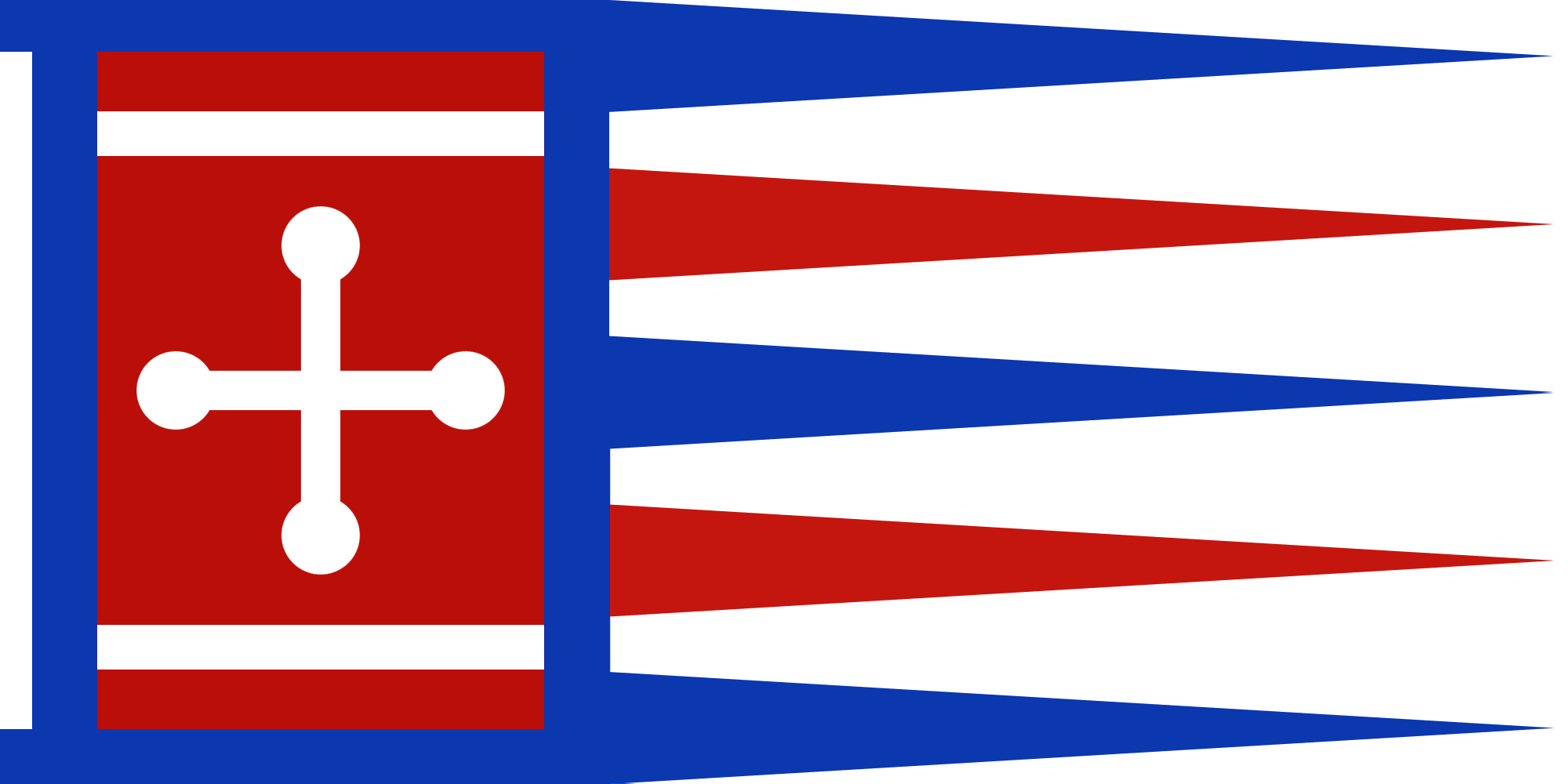
rekonstrukce jednoho z vojenských praporů v kronice
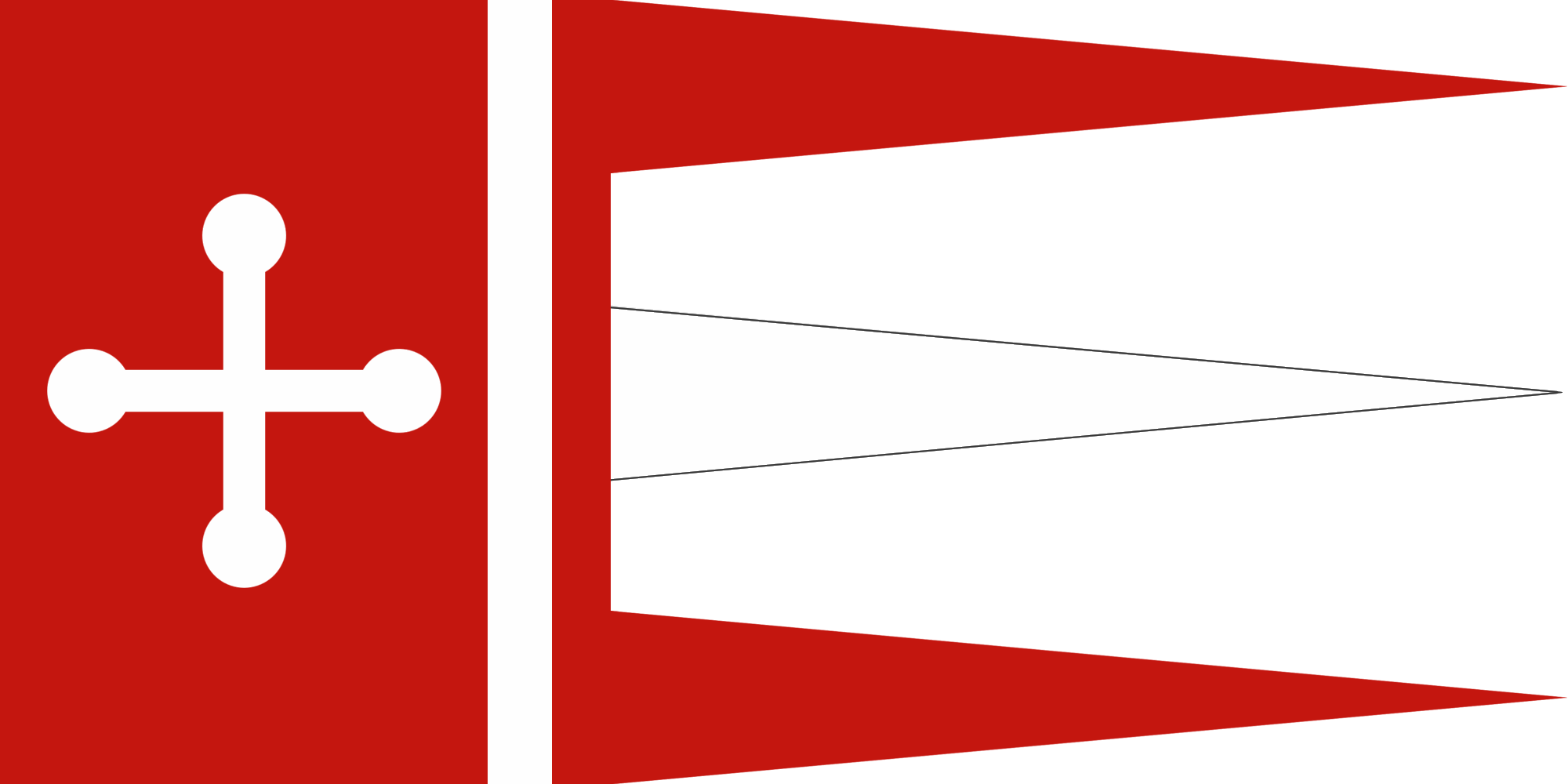
rekonstrukce jednoho z vojenských praporů v kronice
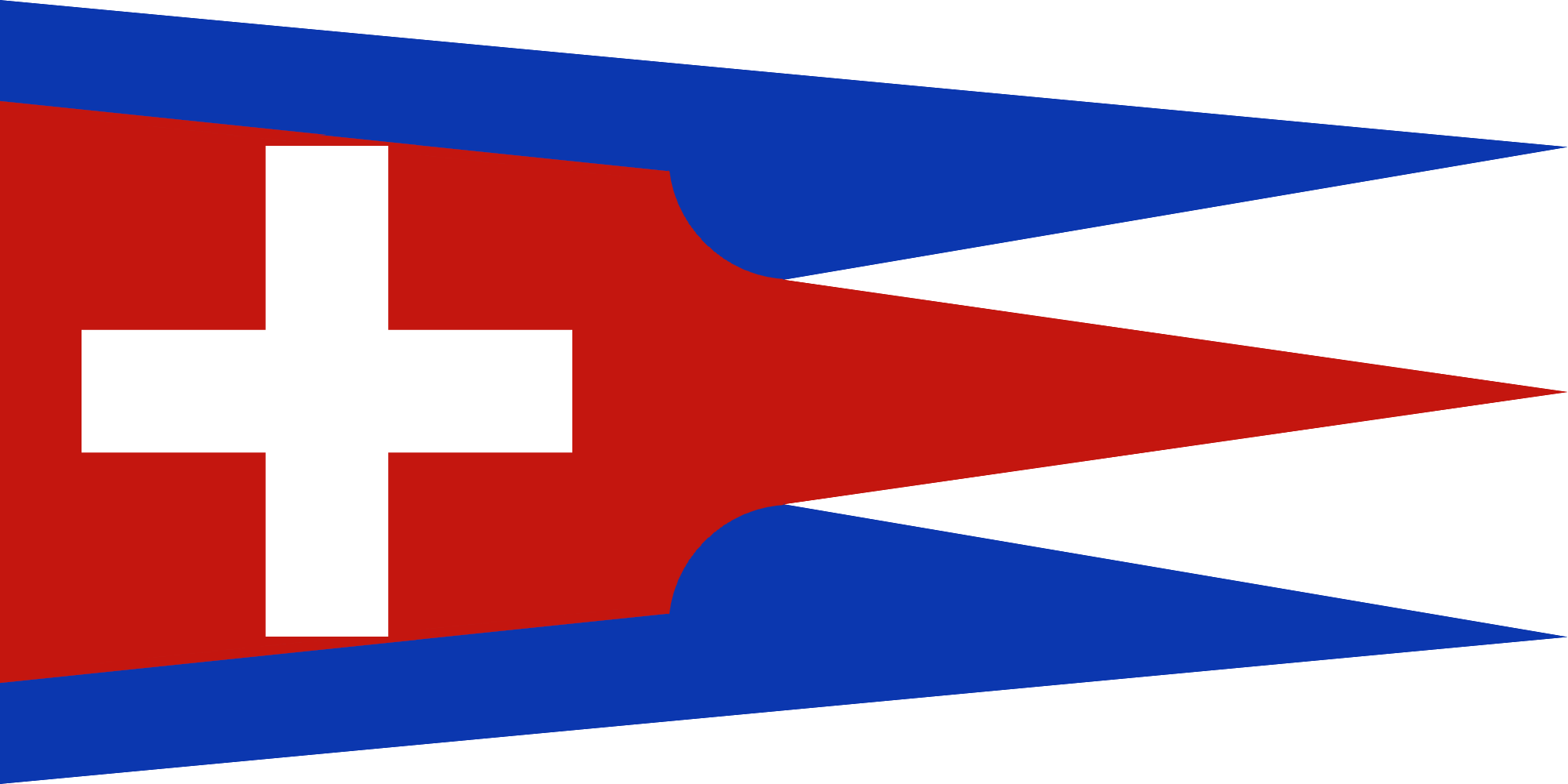
rekonstrukce jednoho z vojenských praporů podle kroniky
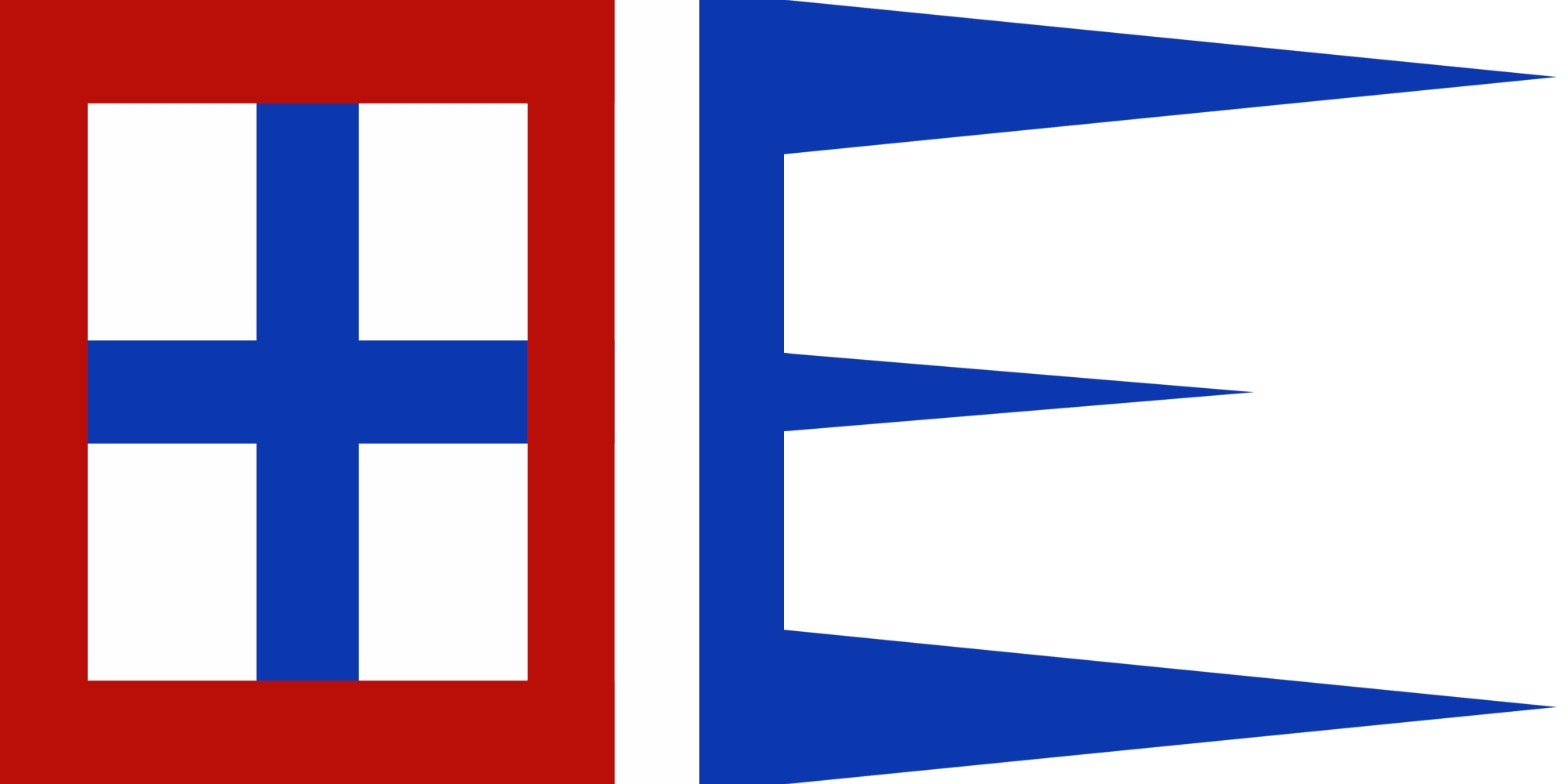
rekonstrukce jednoho z vojenských praporů v kronice
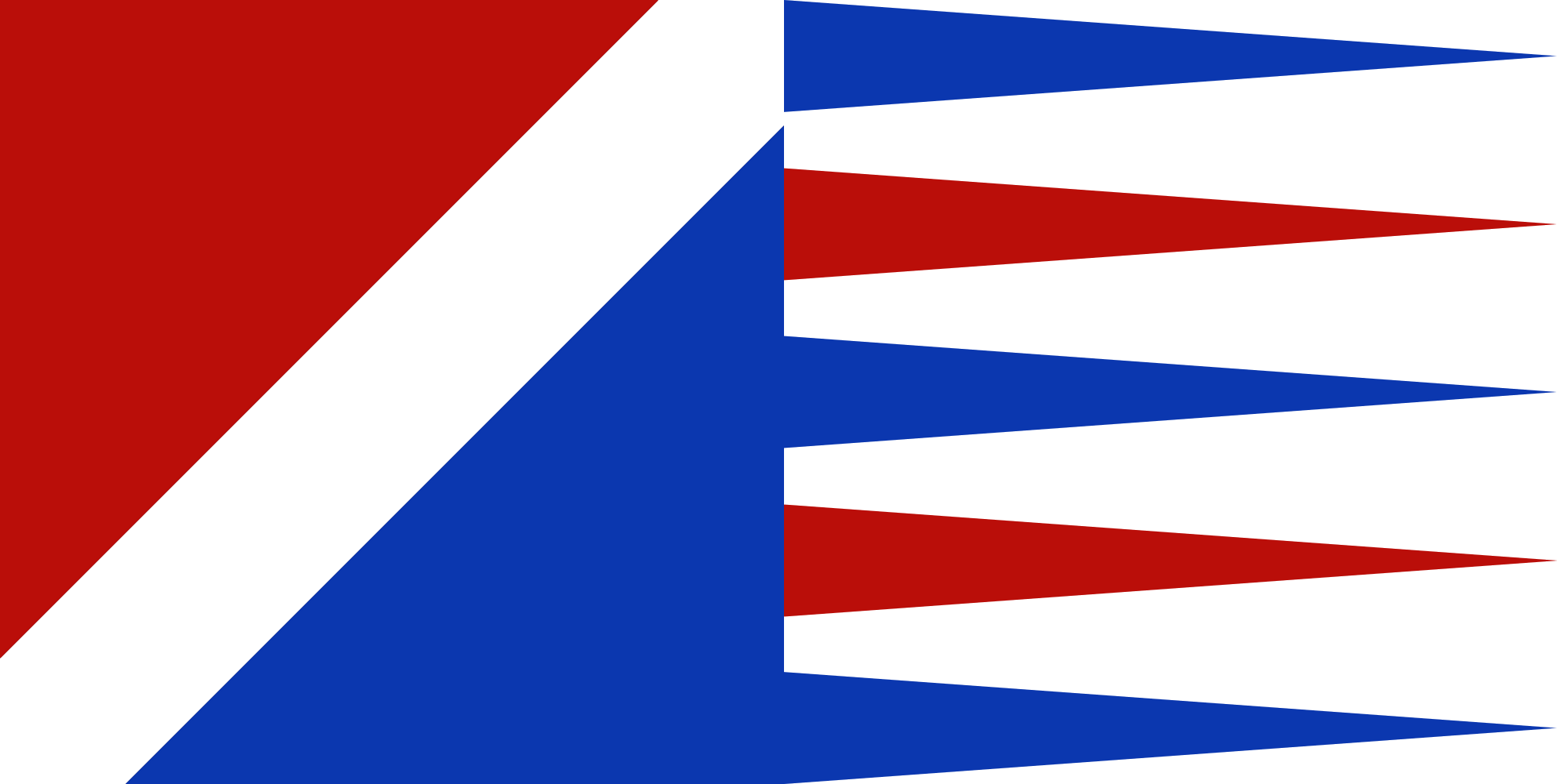
rekonstrukce jednoho z vojenských praporů v kronice

## Nástupnické státy Byzance
Teprve v průběhu 10. století se v umění a v různých podobách objevuje motiv dvouhlavého orla, který bývá někdy považován za nástupce původní starořímské orlice (aquila), která byla znakem římských legií, nicméně dvouhlavý orel byl již běžným jevem ve starověké Anatolii, poprvé v dobách Chetitské říše. V pozdním období Byzantské říše zprvu figuruje v souvislosti s postavou císaře a jeho nejbližších jen jako dekorace, protože výjimkou nebyla ani verze jednohlavá. Ustálenější dvouhlavé podoby včetně úlohy oficiálnější se mu dostává až za vlády Palaiologů, kdy je doplněn o koruny a někdy i o monogram dynastie, se bezpochyby již znakem císařským. O jeho roli v předchozí době, která by znamenalo něco více než jen jako dekorativní prvek, není nic známo.

vlajka Trapezuntského císařství na západních obchodních mapách včetně Katalánského atlasu
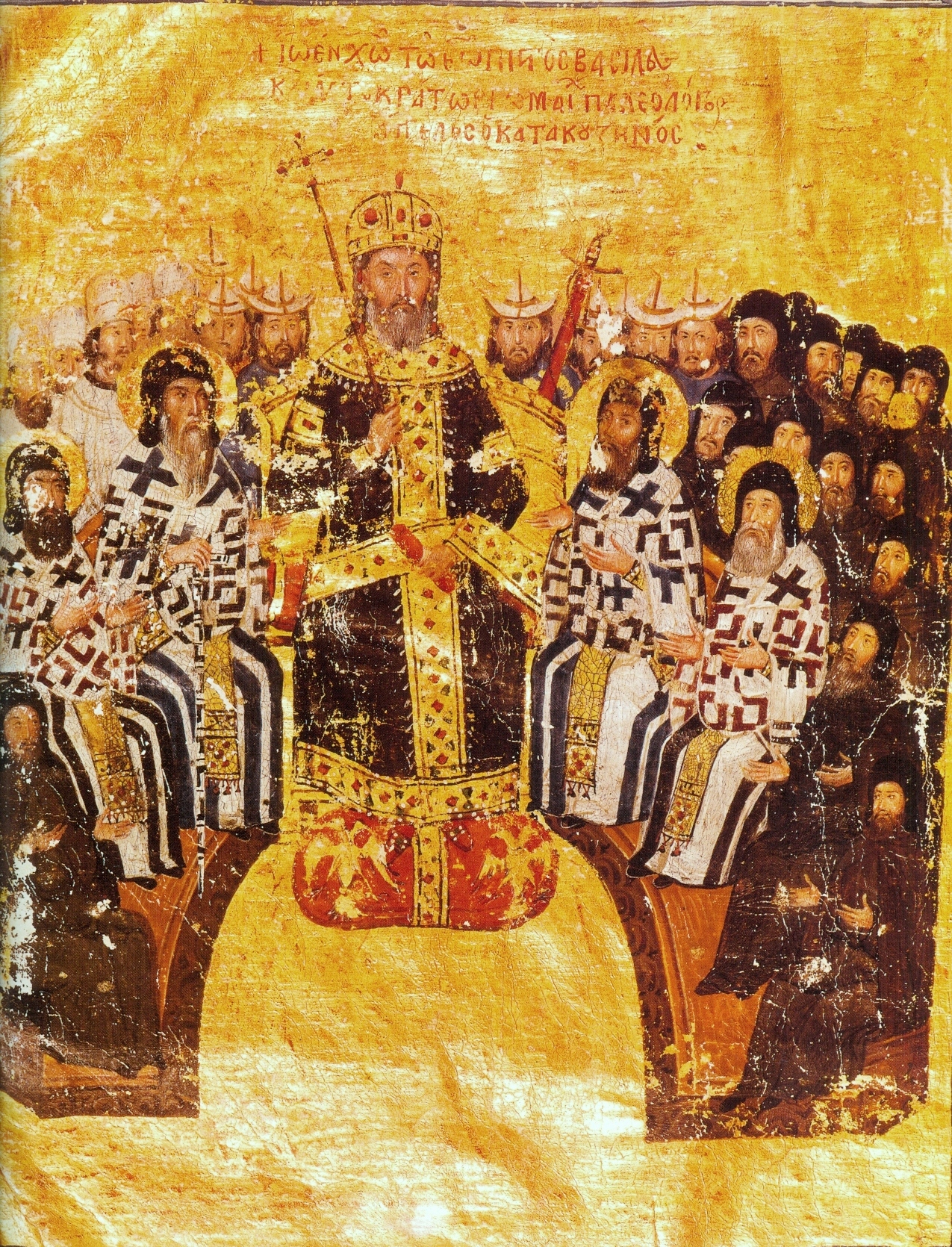
podobizna Jana VI. Kantakuzena s dvouhlavými zlatými orly na císařském trůnu
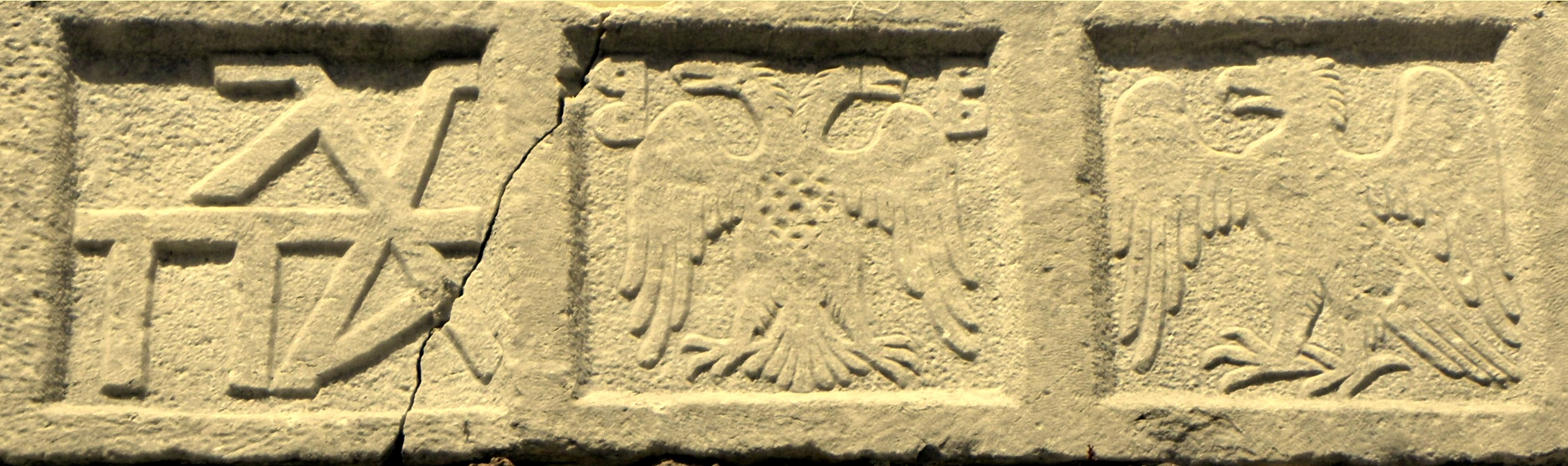
reliéf s orlem v pevnosti v Mytiléně, Lesbos
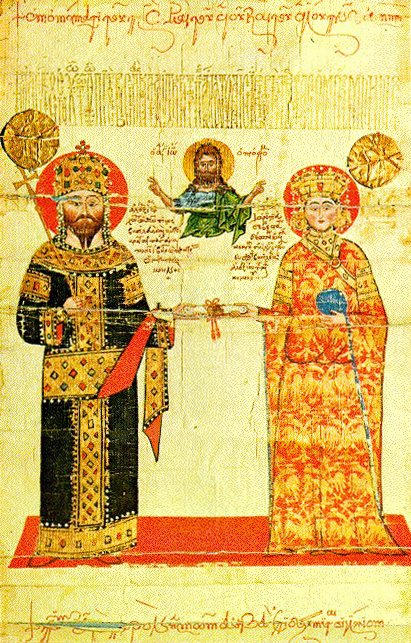
trapezuntský císař Alexios III. se svou manželkou Theodorou
znak přisuzovaný Latinskému císařství, křižáckému státu, který dočasně nahradil Byzantskou říši

## Palaiologovská dynastie

### Dvouhlavý orel

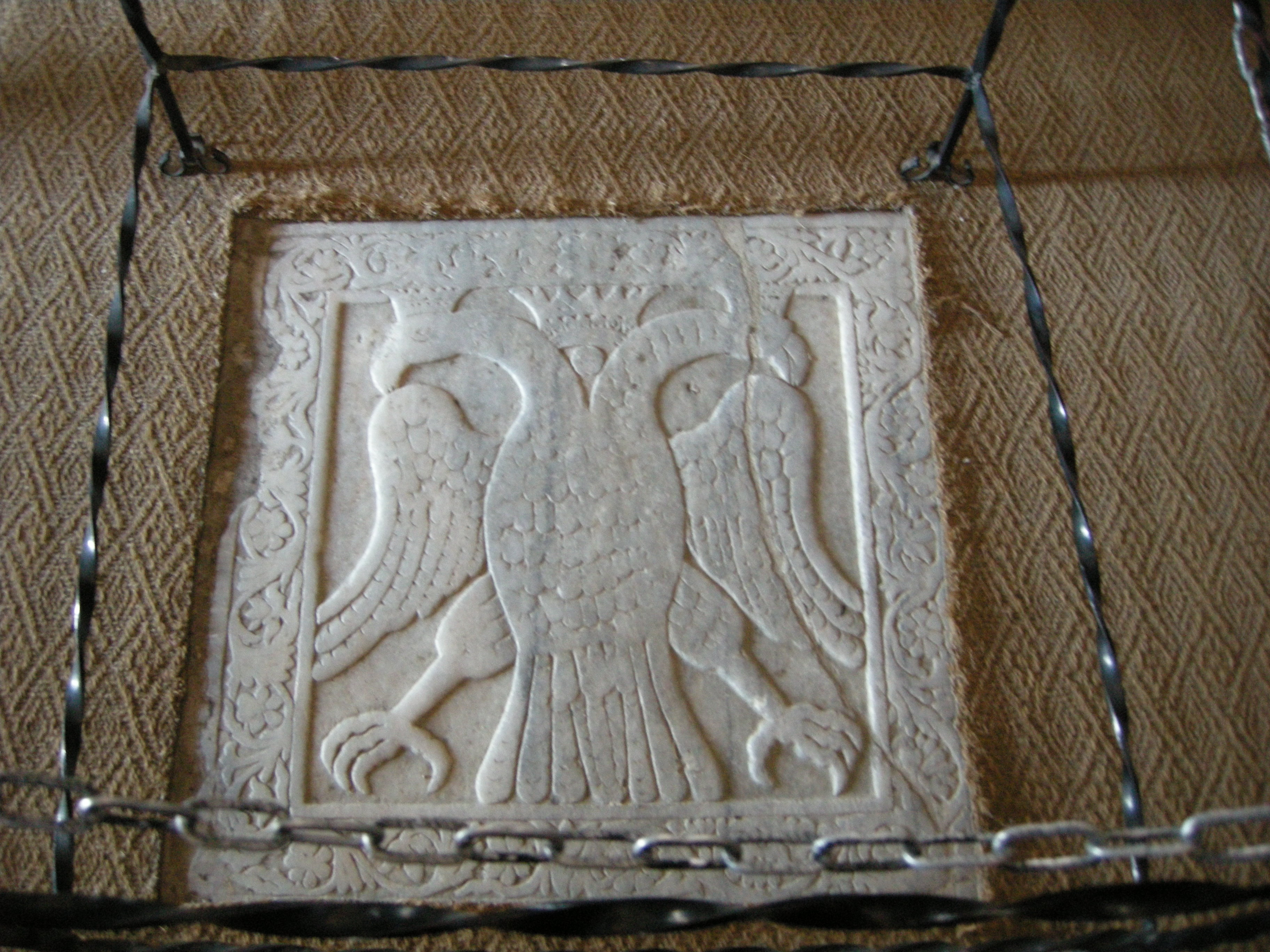
Kamenný reliéf s dvojhlavým orlem v Mystře, hlavním městě Morejského despotátu

Zlatý dvouhlavý orel na červeném podkladě se ujal až za vlády poslední dynastie Palailogů, byl ale souběžně užíván pozdní nástupnickou dynastií Komnenovců vládnoucích v Trapezuntském císařství, nástupnickém státu Byzantské říše, kteří sami sebe nazývali Megas-Komneny, ale to spíše proto, že na základě vznešeného původu a příbuzenství se starobylým rodem Komnenovců nárokovali konstantinopolský trůn, tou dobou obsazený Palaiology. V souvislosti s nimi se dvouhlavý zlatý orel ujímá také v západní heraldice jako znak spojený s jejich dynastií, když jeden z jejich potomků obdržel vládu v italském Montferratu jako markrabě, přenesl do svého štítu i dvojhlavého orla, a to navzdory skutečnosti, že prezentace znaku v heraldické podobě erbu je ryze západní, nikoli typicky byzantskou tradicí. Heraldika s tím ale neměla sebemenší problém. Dvouhlavý orel se vyskytuje i na dalších erbech šlechticů, kteří byli nějak pokrevně spřízněni s císařským rodem Palaiologů. Je vyobrazen v podobě štítu (bez koruny a monogramu) ve sborníku erbů účastníků Kostnického koncilu (1414–1418) Ulricha z Richenthalu, koncilu se zúčastnili dva tzv. „řečtí“ despotové Michael a Filip, oba rodem Palaiologové. Skutečnost, že byl orel vznešeného původu, naznačuje mimo jiné i to, že ho v různých obměnách převzali také srbští a bulharští carové. V době panování římsko-německého císaře Zikmunda Lucemburského byla zavedena další obdoba dvojhlavého orla tentokrát jako stálý znak Svaté říše římské a vydržel jí až do jejího zániku roku 1806. Od byzantských císařů převzala orla také roku 1487 ruská carská říše jako „třetí Řím“, po „pohanském“ Římu a křesťanské Konstantinopoli. V současnosti je opět v ruském státním znaku.

dvouhlavý orel Palaiologů:
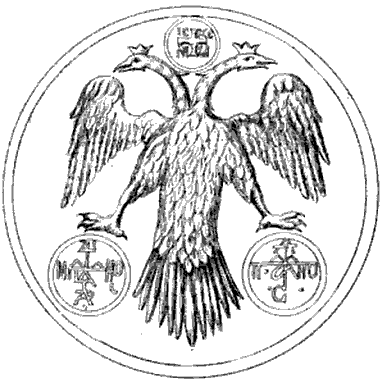
dvouhlavý orel Andronika II.
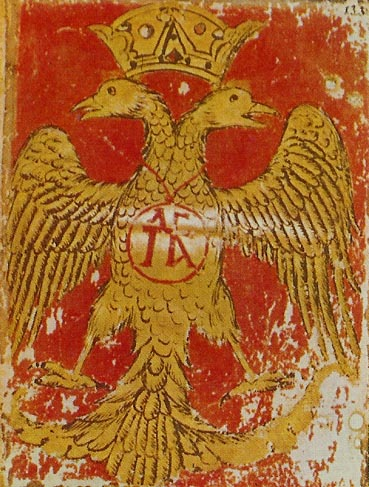
původním miniatura dvouhlavého orla Jana VIII.
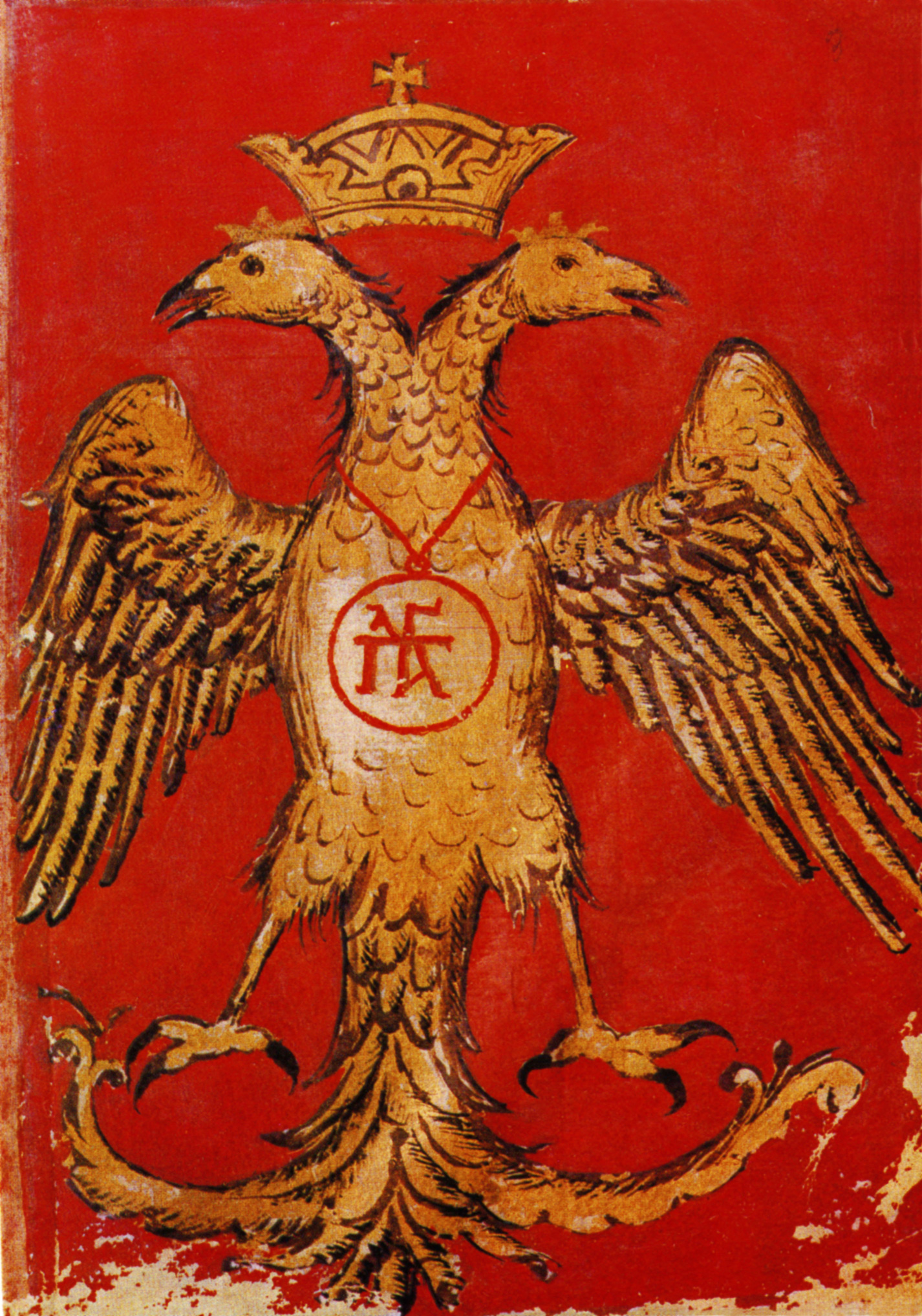
jiná miniatura orla Jana VIII.
dvouhlavý orel dle miniatur
Mince morejského deposty Demetria Palaiologa
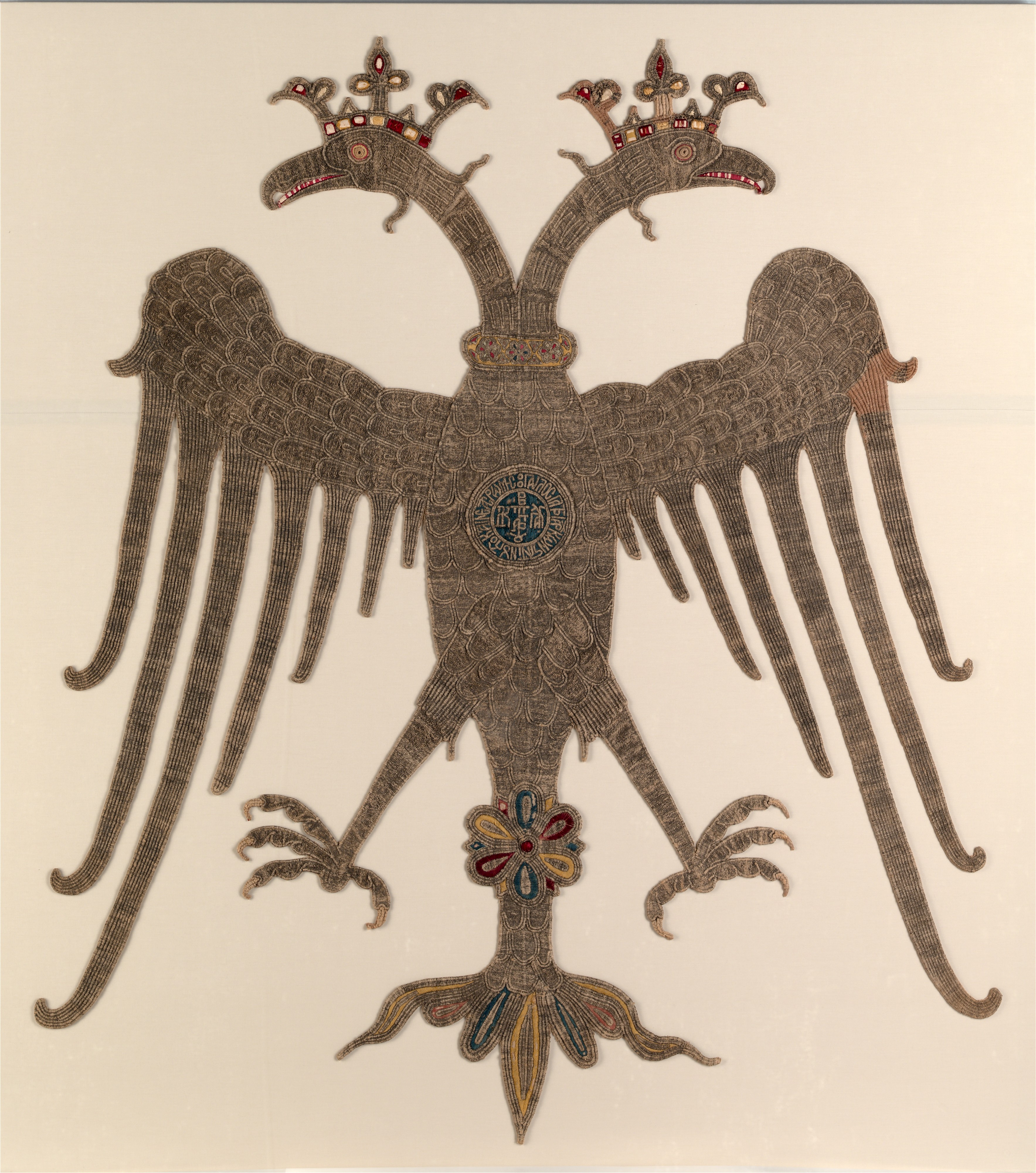
Vyšívaný dvouhlavý orel z období vlády Palaiologů z oltářního plátna
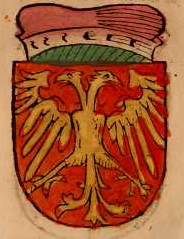
V podobě erbu heraldika Ulricha z Richenthalu značící přítomnost „řeckých“ despotů Michala a Filipa na Kostnickém koncilu
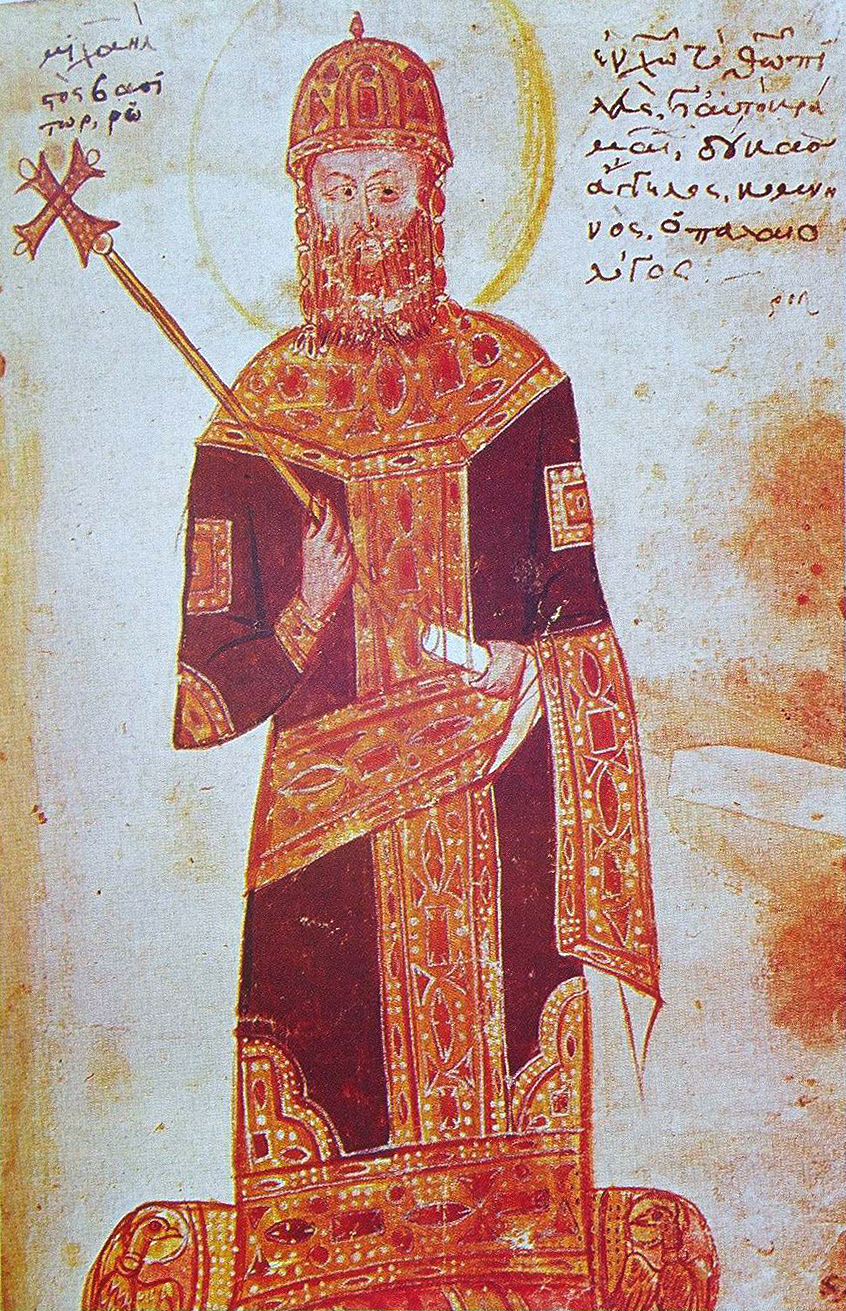
Podobizna Michaela VIII. s ozdobami s jednohlavými orlicemi
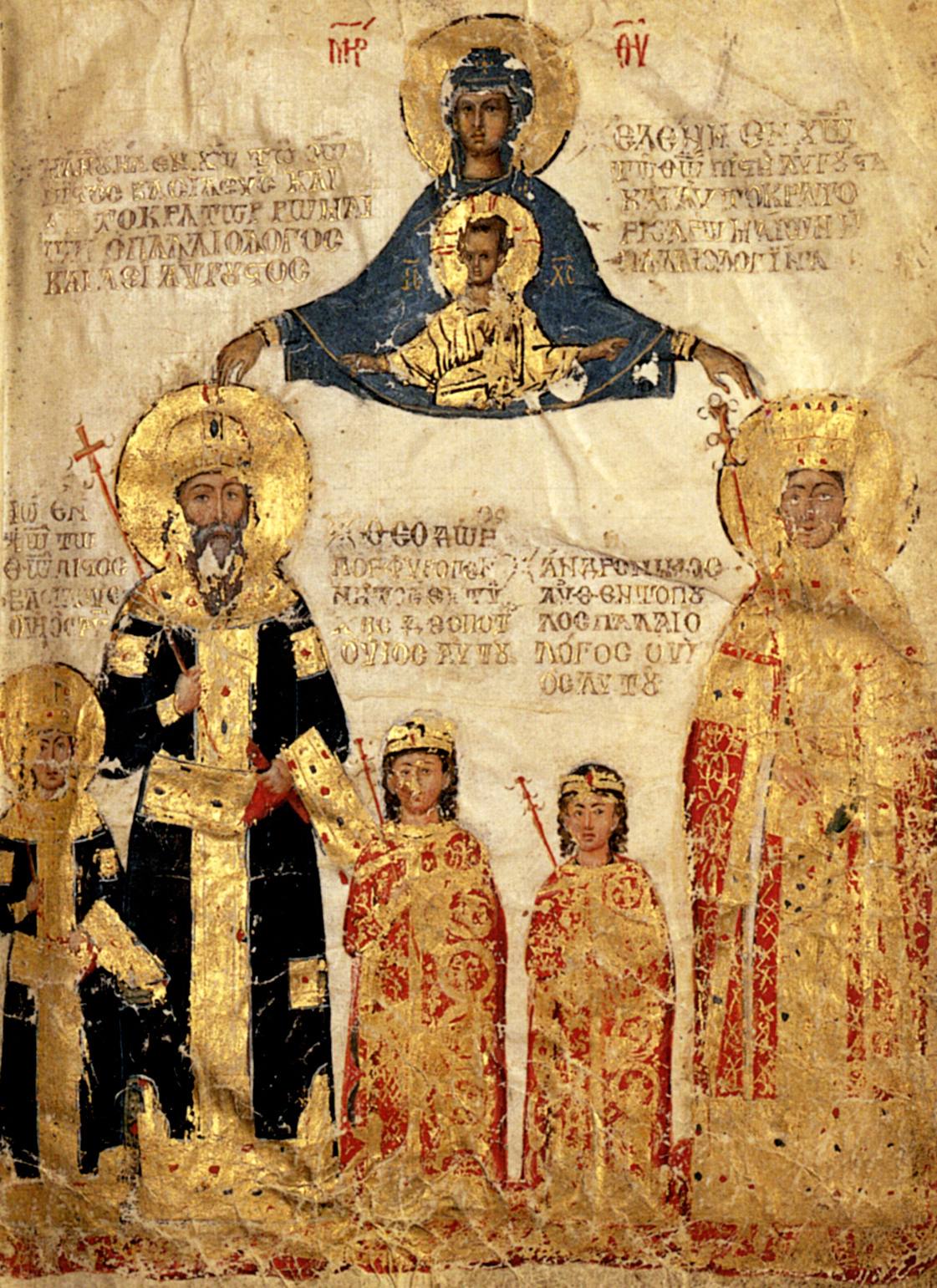
Manuel II. s rodinou, synové jsou zobrazeni v oděvech se zlatými orly

Předpokládá se, že honosnější zlatý dvouhlavý orel s korunou a monogramem byla spjata spíše s osobou císaře, zatím co prostší dvouhlavý orel bez koruny a monogramu náležela ostatním významným představitelům Byzance, mezi ně patřili despotové, císařovi potomci včetně císařova pokrevního nástupce, který měl titul despoty morejského. Na minci morejského deposty Demetria Palaiologa je patrný dvouhlavý orel s korunou, ale bez monogramu. V jiném případě se despotům přisuzuje dvouhlavý orel s prohozenými barvami, kdy jim místo zlatého orla na červeném podkladě náležela červený orel na zlatém.

### Tetragrammatický kříž a vlajka Palaiologů

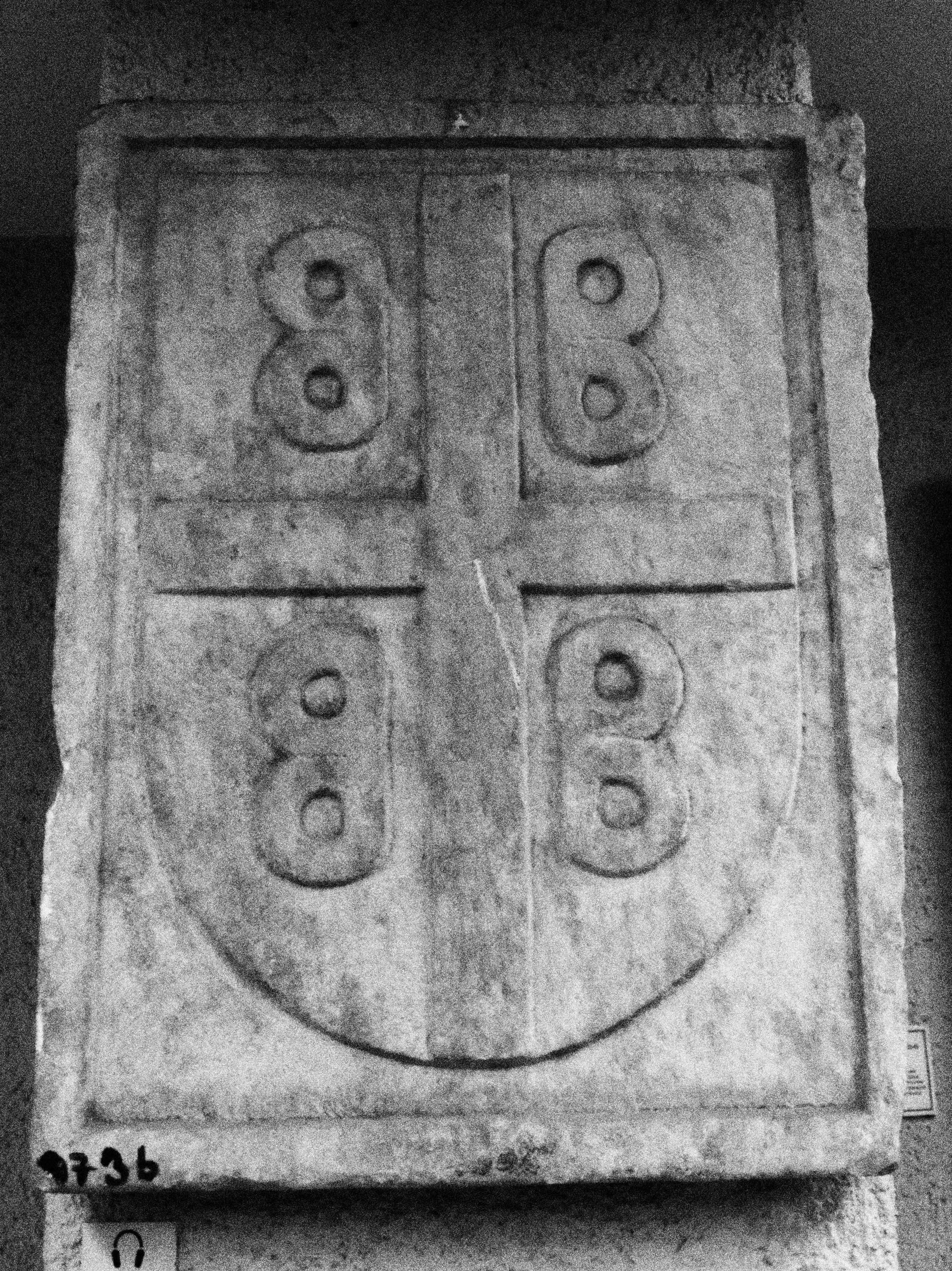
Tetragrammatický kříž v Istanbulu

Jako císařská nebo jenom čistě dynastická vlajka byzantského panovníka se ujala až po roce 1350 za vlády dynastie Palaiologů a tento fakt neušel ani pozornosti západních kronikářů, vlajka proto nechybí na středověkých výjevech souvisejících s pozdními dějinami Byzance, jako je například dobytí Konstantinopole Osmanskými Turky. Tento symbol figuruje spolu s orlem také na heraldickém znaku markraběte z Montferratu, přestože dobové knižní ilustrace jej dosud umisťovali pouze na byzantský prapor.

tetragrammatický kříž:
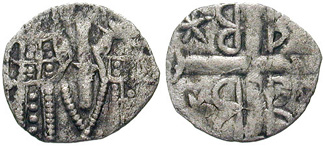
mince z období vlády Jana V. Palaiologa a Jana VI. Kantakouzena (1347–1353)
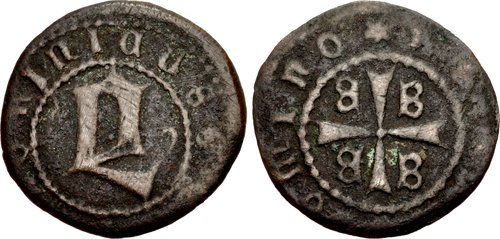
bronzový dinár Domenica Gattilusia, pána Lesbu v letech 1455–1458
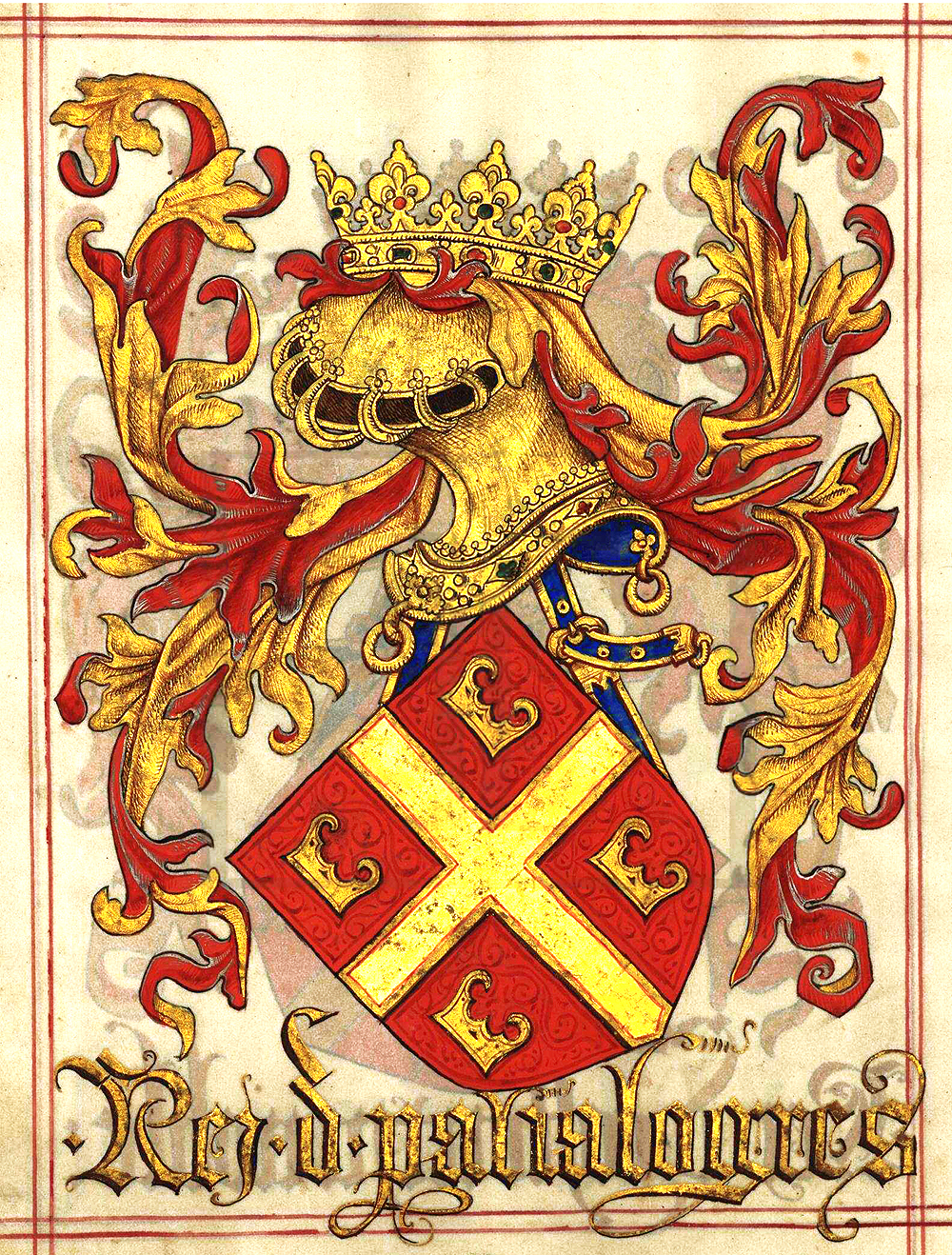
znak Palaiologů v heraldickém sborníku Livro do Armeiro-mor z počátku 16. století
znak montferratského markraběte Viléma IX. (1494–1518)

palaiologovské vlajky s tetragrammatickým křížem dle originálů:
Vlajka Palaiologů podle kastilské Knihy všech království ze 14. století
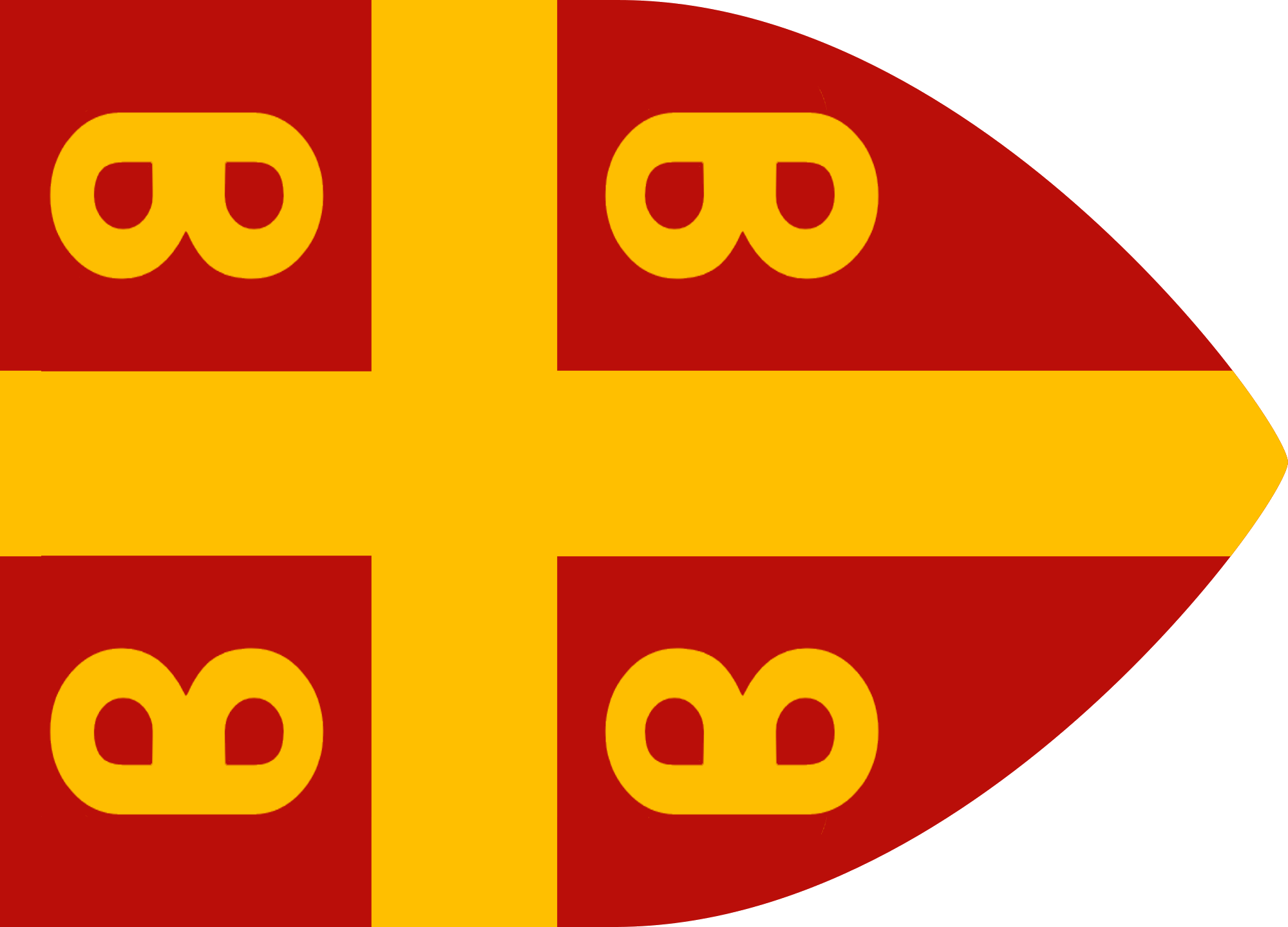
Podle miniatury v kronice Geoffroye z Villehardouinu
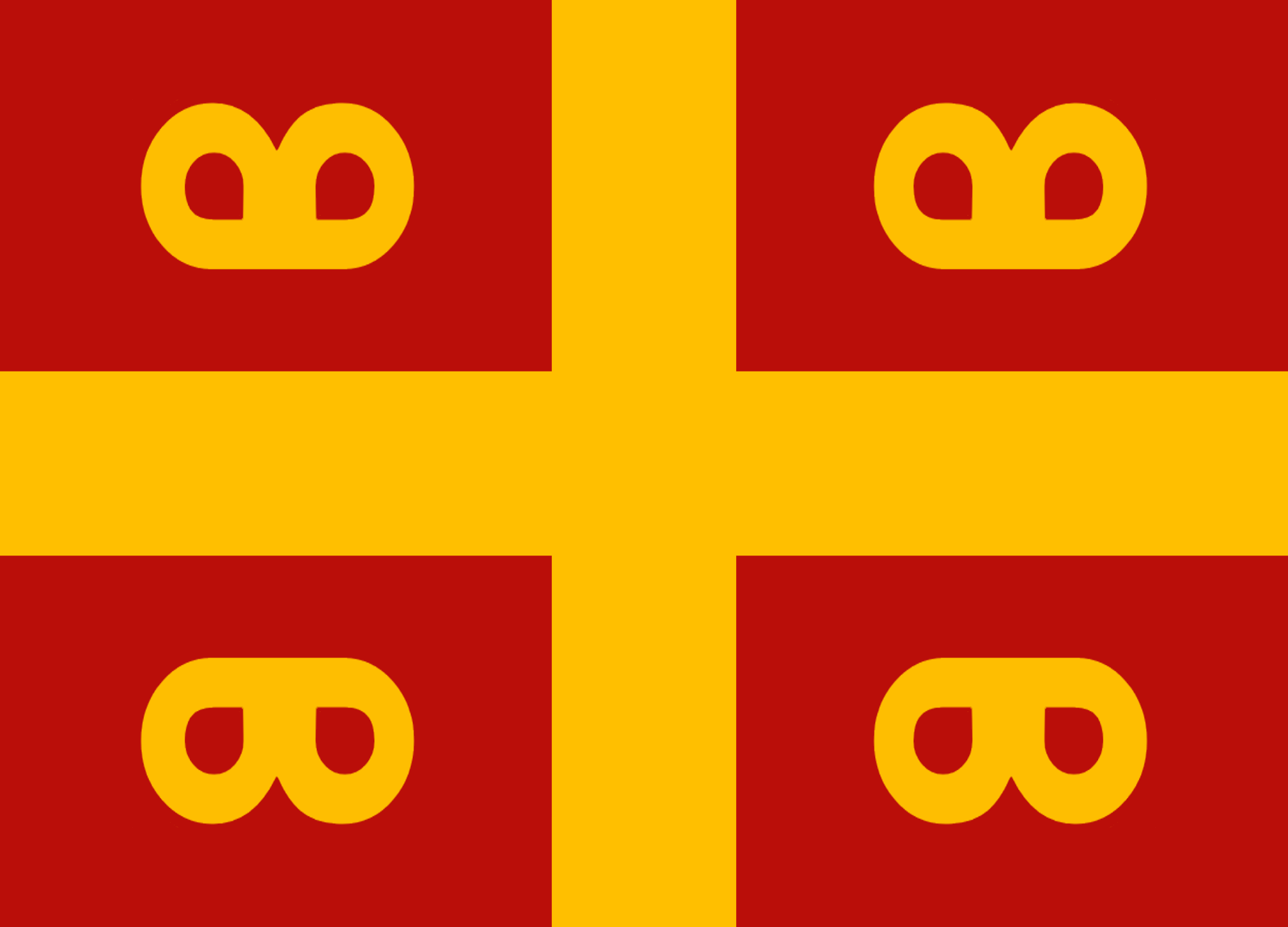
Podle obchodní mapy Guillema Solera (kolem r. 1380) a Katalánského atlasu z roku 1375
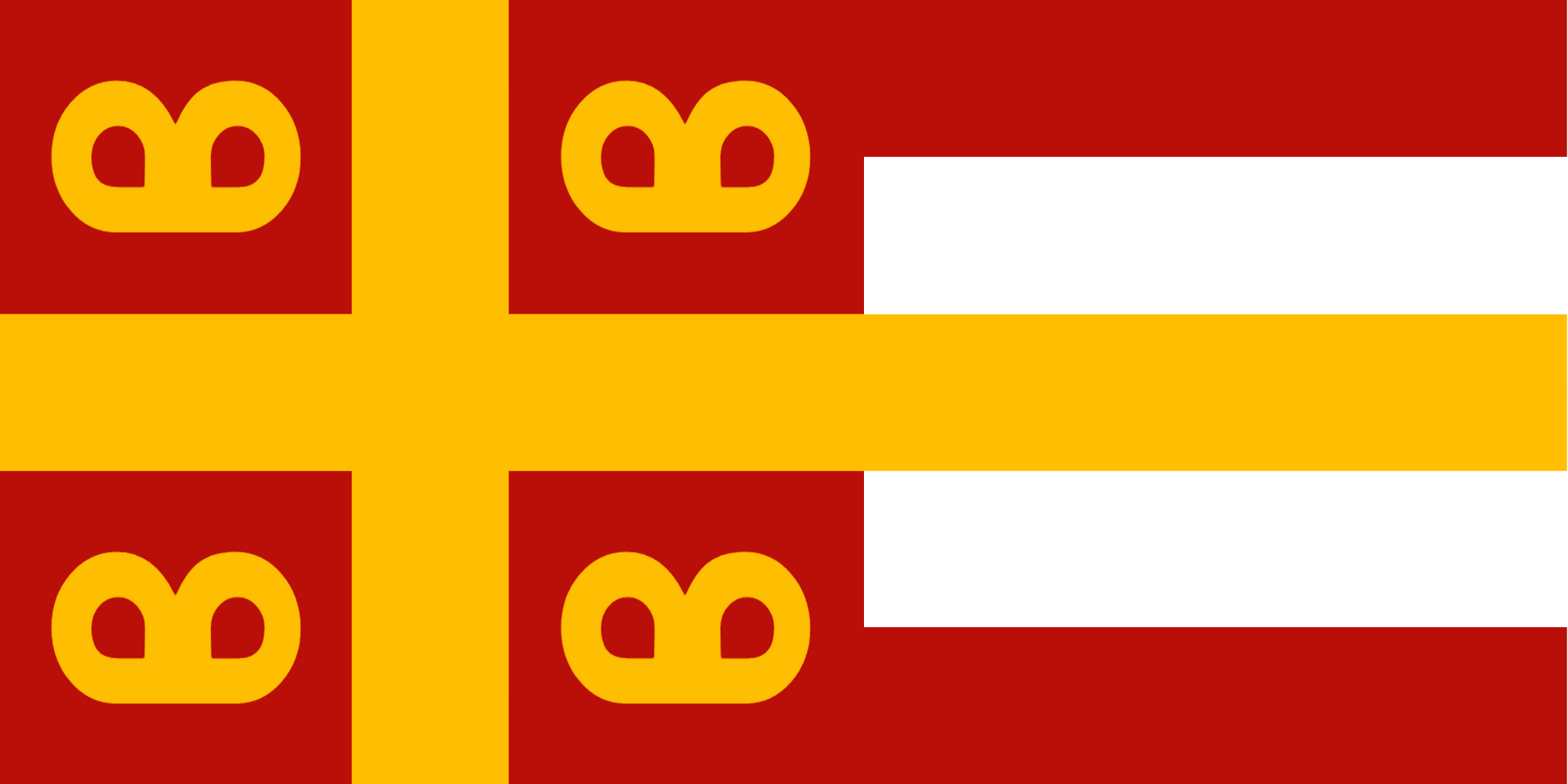
Podle obchodní mapy Pietra Vesconteho
Podle rukopisu Harley 6163 z 15. století
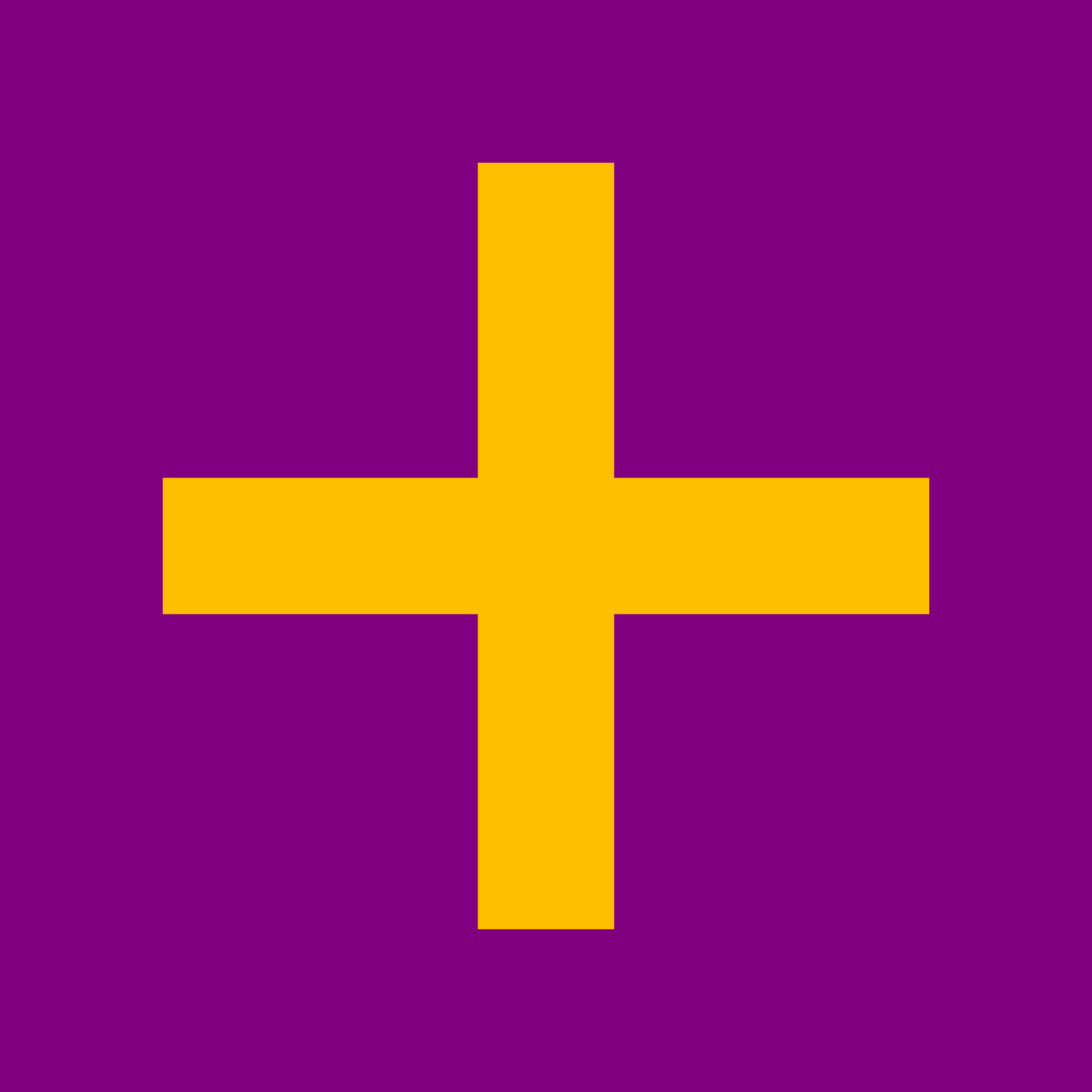
Pozdní standarta byzantských císařů divellion, který po pádu Konstantinopole převzali srbští carové